# 1852 w polityce

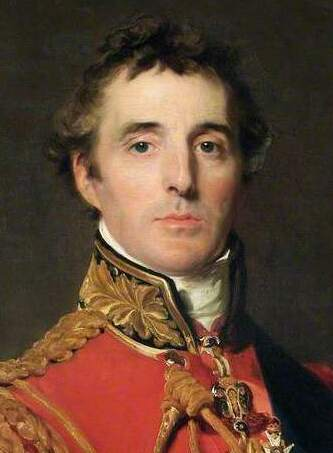
Arthur Wellesley (1. książę Wellington)

Wydarzenia polityczne w 1852 roku.

## Zmarli
- 14 września Arthur Wellesley, 1. książę Wellington, brytyjski arystokrata, dowódca i premier[1].
- 26 listopada Vincenzo Gioberti, włoski polityk i filozof[2][3]